# Saururaceae
Saururaceae је назив фамилије скривеносеменица из реда (Piperales). Статус фамилије присутан је у већини класификационих схема скривеносеменица. Фамилија обухвата пет родова распрострањених у јужној Азији и Северној и Средњој Америци.

## Списак родова[2][3]
-{Anemopsis Hook. & Arn.
Circaeocarpus C.Y.Wu
Gymnotheca Decne.
Houttuynia Thunb.
Saururus L.}-